# Europese Klokkenluiders Partij
De Europese Klokkenluiders Partij (EKP) is een politieke partij die meedeed aan de Europese Parlementsverkiezingen 2009. De partij wist 0,5 % van de stemmen te behalen. Er zijn drie lijsttrekkers, te weten Joeri Wiersma, Engel Vrouwe en Harm Wiersma. Dit is volgens de EKP gebaseerd op de trias politica. 
De partij ageert op verspilling van Europees geld en wil naar eigen zeggen dit aanvechten via bestrijding van fraude, belangenverstrengeling en corruptie. 
De partij was voornemens deel te nemen aan de verkiezingen in Europese Parlementsverkiezingen 2014 maar nam uiteindelijk geen deel. In Nederland schrapte de Kiesraad de naam in september 2014 uit het register.